# Wesmaelius altissimus
Wesmaelius altissimus is een insect uit de familie van de bruine gaasvliegen (Hemerobiidae), die tot de orde netvleugeligen (Neuroptera) behoort. 
Wesmaelius altissimus is voor het eerst wetenschappelijk beschreven door Ohm in 1967.